# Епархия Уберландии

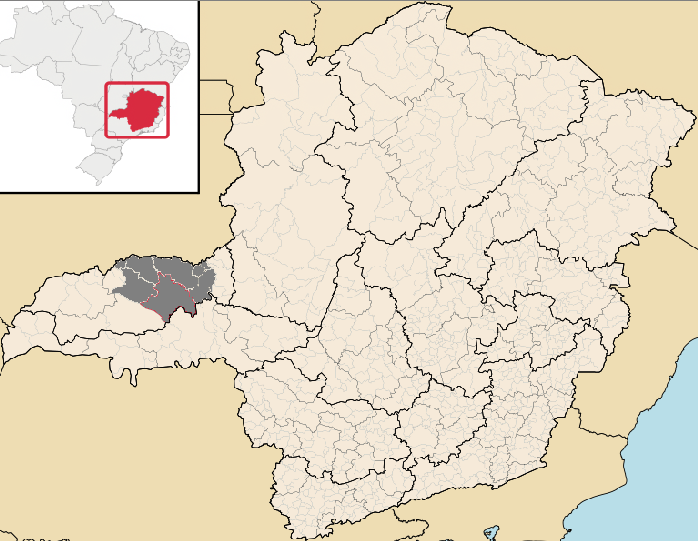
Епархия Уберландии

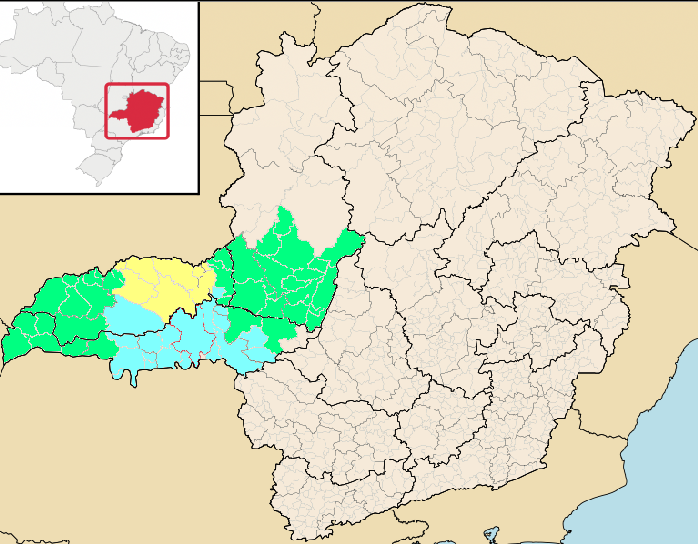
Ecclesiastical Province of Uberaba.

Regional CNBB Leste 2.

Епархия Уберландии (лат. Dioecesis Fertiliensis) — епархия Римско-Католической церкви c центром в городе Уберландия, Бразилия. Епархия Уберландии входит в митрополию Уберабы. Кафедральным собором епархии Уберабы является собор святой Терезины.

## История
22 июля 1961 года папа римский Иоанн XXIII издал буллу Animorum Societas, которой учредил епархию Уберландии, выделив её из епархии Уберабы (сегодня — Архиепархия Уберабы). В этот же день епархия Уэйраса вошла в митрополию Белу-Оризонти.
4 апреля 1962 года епархия Уберландии вошла в митрополию Уберабы.
16 октября 1982 года епархия Уберабы передала часть своей территории для возведения новой епархии Итиютабы.

## Ординарии епархии
- епископ Almir Marques Ferreira (19.08.1961 — 1.12.1977);
- епископ Estêvão Cardoso de Avellar (20.03.1978 — 23.12.1992);
- епископ José Alberto Moura (23.12.1992 — 7.02.2007) — назначен архиепископом Монтис-Кларуса;
- епископ Paulo Francisco Machado (с 2.01.2008).

## Источник
- Annuario Pontificio, Ватикан, 2007